# Paléographie musicale
Paléographie musicale (Abkürzung: Pal. mus., Untertitel: Les principaux ms. de chant grégorien, ambrosien, mozarabe, gallican, publiés en facsimiles phototypiques par les Bénédictins de Solesmes) ist eine bedeutende Reihe mittelalterlicher Choralhandschriften, die von den Benediktinern der Abtei von Solesmes unter der Leitung von Dom André Mocquereau (1849–1930) und Dom Joseph Gajard (1885–1972) (ab 1930) unternommen wurde.
Sie enthält gregorianische, ambrosianische, mozarabische und gallikanische Gesänge.
Die Reihe erschien in zwei Serien – der 1. Serie und der 2 . Serie („Serie monumentale“ – mit 19 Bänden, die zum größten Teil in Lieferungen erschienen) in Solesmes bzw. Tournai (Band VIII-XV) in den Jahren 1889–1958. Sie enthält neben den Reproduktionen auch Übertragungen und größere Abhandlungen zur Choralgeschichte und Choralnotation.
Die Werke stammen aus der Stiftsbibliothek St. Gallen, Stiftsbibliothek Einsiedeln, dem British Museum, der Bibliothèque de l’École de Médicine in Montpellier, der Kapitularbibliothek in Lucca, Bibliothek von Laon, Bibliothek von Chartres, Bibliothek der Kathedrale von Worcester, der Französischen Nationalbibliothek, der Kapitularbibliothek in Benevento, der Bibliotheca vaticana, der Biblioteca Angelica in Rom, der Universitätsbibliothek Graz u. a.

## Inhaltsübersicht
Mit dem Erscheinungsjahr der jeweils 1. Lieferung / * (Sternchen) = Digitalisat

### 1 . Serie
- I (1889), Antiphonale missarum Sancti Gregorii (Codex 339 St. Gallen, 10. Jhd.) * (PDF; 16,6 MB) (web)
- II/III (1891/92), Responsoriengraduale Justus ut palma (nach über 200 handschriftlichen Antiphonarien, 9.–17. Jhd.)
- IV (1894), Antiphonale missarum Sancti Gregorii (Codex 121 Einsiedeln, 10./11. Jhd.)
- V–VI (1896/1900), Antiphonarium Ambrosianum (Codex additional 34209 Brit. Mus., 12. Jhd.) *
- VII–VIII (1901), Antiphonale tonarium missarum (Codex H. 159 Montpellier, 11. Jhd.) (web)
- IX (1905), Antiphonaire monastique (Codex 601 Lucca, 12. Jhd.)
- X (1909), Antiphonale missarum Sancti Gregorii (Codex 239 Laon, 9./10. Jhd.) (web)
- XI (1912), Antiphonale missarum Sancti Gregorii (Codex 47 Chartres, 10. Jhd.)
- XII (1922), Antiphonaire monastique (Codex F. 160 Worcester, 13. Jhd.)
- XIII (1925), Graduel de Saint-Yrieix (Codex 903 Bibl. Nat. Paris, 11. Jhd.) (web)
- XIV (1931), Graduel bénéventain (Codex lat. 10673 Bibl. Vaticana, 11. Jhd.)
- XV (1937, abgeschlossen Solesmes 1951), Graduel de Bénévent avec prosaire et tropaire (Codex VI.34 Benevent, 11./12. Jhd.)
- XVI (1955), Le manuscrit du Mont-Renaud (Graduale und Antiphonar von Noyon, 10. Jhd.)
- XVII (1958), Fragments des manuscrits de Chartres
- XVIII (1969) Codex 123 de la Bibliothèque Angelica de Rome (11. Jhd.)
- XIX (1974) Le manuscrit 807, Universitätsbibliothek Graz (12. Jahrhundert)
- XX (1983) Cod. 33 der Biblioteca Capitolare von Benevento, Missale Antiquum, geschrieben 10./11. Jhd.

### 2 . Serie
- I (1900), Antiphonaire du B.Hartker (Codex 390/391 St. Gallen, 10. Jhd.)
- II (1924), Cantatorium (Codex 359 St. Gallen, 9. Jhd.)